# Перемилівська гімназія
Перемилівська гімназія Хоростківської міської ради — заклад загальної середньої освіти Хоростківської ОТГ.

## Історія
Школа працю у новому приміщенні із 1978 року.

## Адміністрація

### Керівники (директори) закладу освіти
- Казимирів Іван Григорович
- Богоніс Світлана Зіновіївна

## Відомі випускники
- Мимрик Михайло Романович — український саксофоніст, кандидат мистецтвознавства, заслужений артист України.